# Robert McLachlan (operator filmowy)
Robert McLachlan (ur. 23 marca 1956 w San Francisco) – kanadyjski operator filmowy.
McLachlan studiował sztukę na University of British Columbia, a następnie film i komunikację na Uniwersytecie Simona Frasera. Karierę rozpoczął od filmowania dokumentów oraz reklam telewizyjnych. W wieku 29 lat został reżyserem obrazu. Od 1987 roku jest członkiem Kanadyjskiego Stowarzyszenia Operatorów Filmowych (ang. Canadian Society of Cinematographers). W 2002 roku stał się członkiem Amerykańskiego Stowarzyszenia Operatorów Filmowych (ang. American Society of Cinematographers), które zrzesza 250 najlepszych operatorów filmowych świata. McLachlan jest najbardziej znany ze swojej pracy nad serialem telewizyjnym Millenium, za którą zdobył wiele nagród Kanadyjskiego Stowarzyszenia Operatorów Filmowych i był nominowany do kilku nagród Amerykańskiego Stowarzyszenia Operatorów Filmowych. W późniejszym czasie McLachlan zaczął pracować nad filmami fabularnymi. Według Creative COW dzieła McLachlana znane są z powodu "wpływowych, przełomowych, nastrojowych, tworzących atmosferę efektów wizualnych". McLachlan ma filmować dwa finałowe odcinki trzeciego sezonu serialu Gra o tron.